# Fugro Discovery (schip, 1997)
Fugro Discovery is een schip dat oorspronkelijk gebouwd is voor de Noorse marine.
Nu is het een multifunctioneel onderzoeksschip van Fugro dat in staat is pijpleidingen en onderzeekabels op de zeebodem te inspecteren, onderwaterrobots (ROV's) te begeleiden, en seismologisch onderzoek te doen aan de zeebodem en om de zeebodem in kaart te brengen, net als zusterschip Fugro Equator. Dat kan worden gedaan in opdracht van offshore-bedrijven, kabelindustrie en overheden.
Sinds oktober 2014 wordt de Fugro Discovery ingezet bij de zoektocht naar het vliegtuig van vlucht MH370.